# Pianosonate nr. 8 (Beethoven)
De Piano Sonata nr. 8 in c mineur, opus 13, vooral bekend als de Sonate Pathétique is de achtste pianosonate van Ludwig van Beethoven, op. 13. De bijnaam komt niet van de uitgever of van latere luisteraars, maar van de componist zelf. De sonate werd in 1798 geschreven door de 27 jaar oude Beethoven, en in 1799 uitgegeven. Het werk werd opgedragen aan zijn vriend, Prins Karl von Lichnowsky.
De Pianosonate is zo ingericht:
1. Grave - Allegro di molto e con Brio (c klein)
2. Adagio Cantabile (As groot)
3. Rondo: Allegro (c klein)

Met zijn opusnummer 13 is deze sonate een van de vroege werken van Beethoven, en waarschijnlijk het eerste dat eeuwenlange populariteit heeft genoten. Niet zelden wordt gezegd dat met deze sonate de romantische periode pas goed begint.

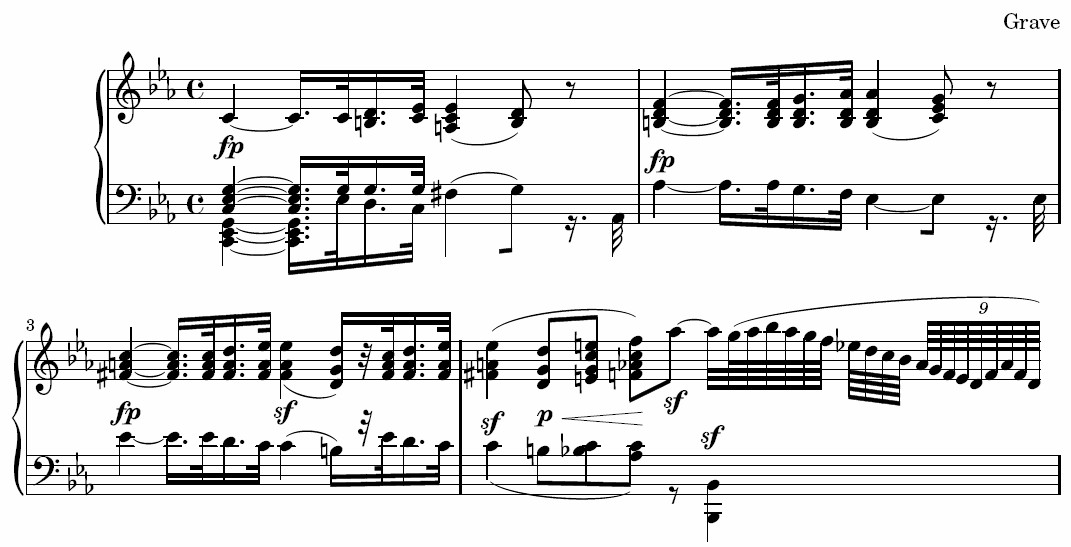
De eerste vier maten van het eerste deel

De eerste acht maten van het adagio

1. f, opus 2-1
2. A, opus 2-2
3. C, opus 2-3
4. Es, opus 7 (Grand Sonata)
5. c, opus 10-1
6. F, opus 10-2
7. D, opus 10-3
8. c, opus 13 (Pathétique)
9. E, opus 14-1

1. G, opus 14-2
2. Bes, opus 22
3. As, opus 26 (Dodenmars)
4. Es, opus 27-1 (Quasi una fantasia)
5. cis, opus 27-2 (Mondschein)
6. D, opus 28 (Pastorale)
7. G, opus 31-1

1. d, opus 31-2 (Sturm)
2. Es, opus 31-3
3. g, opus 49-1
4. G, opus 49-2
5. C, opus 53 (Waldstein)
6. F, opus 54
7. f, opus 57 (Appassionata)
8. Fis, opus 78 (À Thérèse)

1. G, opus 79
2. Es, opus 81a (Les adieux)
3. e, opus 90
4. A, opus 101
5. Bes, opus 106 (Hammerklavier)
6. E, opus 109
7. As, opus 110
8. c, opus 111